# Kota (Chhattisgarh)
Kota is een nagar panchayat (plaats) in het district Bilaspur van de Indiase staat Chhattisgarh. 

## Demografie
Volgens de Indiase volkstelling van 2001 wonen er 15.020 mensen in Kota, waarvan 51% mannelijk en 49% vrouwelijk is. De plaats heeft een alfabetiseringsgraad van 66%. 